# Gymnelia viridicingulata
Gymnelia viridicingulata är en fjärilsart som beskrevs av Rothschild 1911. Gymnelia viridicingulata ingår i släktet Gymnelia och familjen björnspinnare. Inga underarter finns listade i Catalogue of Life.